# Joseph Saint-Charles
Joseph Saint-Charles (dit Jos. Saint-Charles ou Joseph-Alexis-Saint-Charles), né à Montréal le 9 juin 1868 et mort dans la même ville le 26 octobre 1956, est un peintre canadien, portraitiste et dessinateur.

## Biographie
Joseph Saint-Charles est le fils de Bénoni Saint-Charles, charretier, et de Césarie Poupart. Sa famille comprend six enfants: François- Xavier (né en 1859), Marie- Albina (1861), Pierre- Napoléon (1863), Fortunate (1866), Joseph Saint-Charles et Joseph- Arthur (1871). Il s’est marié le 14 février 1905 à Marie-Anna Cheval dit Saint-Jacques.
Joseph Saint-Charles est un peintre canadien reconnu et un portraitiste. Il étudie la peinture chez l'abbé Joseph Chabert, et F. Ed Meloche à Montréal et obtient quelques contrats pour la décoration d'églises.
Grâce au soutien financier de son frère François-Xavier et de son oncle,, il s'inscrit à l'École Nationale et Spéciale des Beaux-Arts de Paris en 1888. De plus, il est l’élève de Benjamin Constant, de Jules Lefebvre (Académie Julian) et de Jean-Paul Laurens. En fin 1890, il retourne à Montréal et le 12 mars 1891, il s'embarque avec Marc-Aurèle de Foy Suzor-Coté et arrive à Paris au début d'avril 1891. Il cotoit l'école de Cernay. À l'auberge de Cernay-la-Ville, il dessina un portrait de son ami Suzor-Coté sur la moitié d'un panneau partagé avec celui-ci. Ce portrait vivant et extrêmement sensible est une de ses meilleures oeuvres.
Après plusieurs échecs, il obtient le droit de participer au Salon de Paris grâce à la copie d'un tableau: La Défense de la Barrière de Clichy d'Horace Vernet (1789-1863), réalisé entre 1889 et 1890. Il gagne la médaille d’argent pour Figure dessinée d’après nature en 1891 à l’École des beaux-arts de Paris et la même année il obtient la médaille d’or au concours pour les élèves du cours supérieur de dessin. La même année, il sera déclaré hors concours dans une exposition ouverte à tous les étudiants de l'école des Beaux-Arts de Paris. Par la suite, Il a la médaille d’argent pour Figure dessinée d’après l’antique en 1894.
Joseph Saint-Charles passe plusieurs années entre Paris et Montréal. En 1890, il débute à Paris, avec Franchère, les peintures de la chapelle du Sacré-Cœur de l'église Notre-Dame de Montréal. Il revient au courant de la même année à Montréal, puis repars pour la région parisienne en 1891. À l'image de sa vie entre ces deux lieux, entre 1891 et 1896, Saint-Charles réalise une série de portraits de personnalités parisiennes et montréalaises. Saint-Charles fréquente pendant quelque temps l'École des beaux-arts de Rome (1896), retourne à Paris en 1897, puis il revient définitivement au Canada, à Montréal, en 1898.
Au tournant du siècle, Il devient professeur de dessin au sein du Conseil des arts et manufactures de la province de Québec, pour le cours de "Dessin à main levée", puis à l’Université de Montréal entre 1910 et 1925. Dans cette même période il participe à un nombre important de concours et d'expositions, jusqu'à la fin des années 1940,.
Vers la fin des années 1940, la production de Joseph Saint-Charles s'éloigne du portrait pour se consacrer presque exclusivement à la réalisation de paysages.

## Ses réalisations
Dans les années 1890, Joseph Saint-Charles peint trois tableaux pour l’église le Sacré-Cœur à Montréal. Quelques années plus tard en 1906-1907, il peint une huile sur toile illustrant La Présentation de la Vierge au Temple pour la chapelle du Grand Séminaire de Montréal.

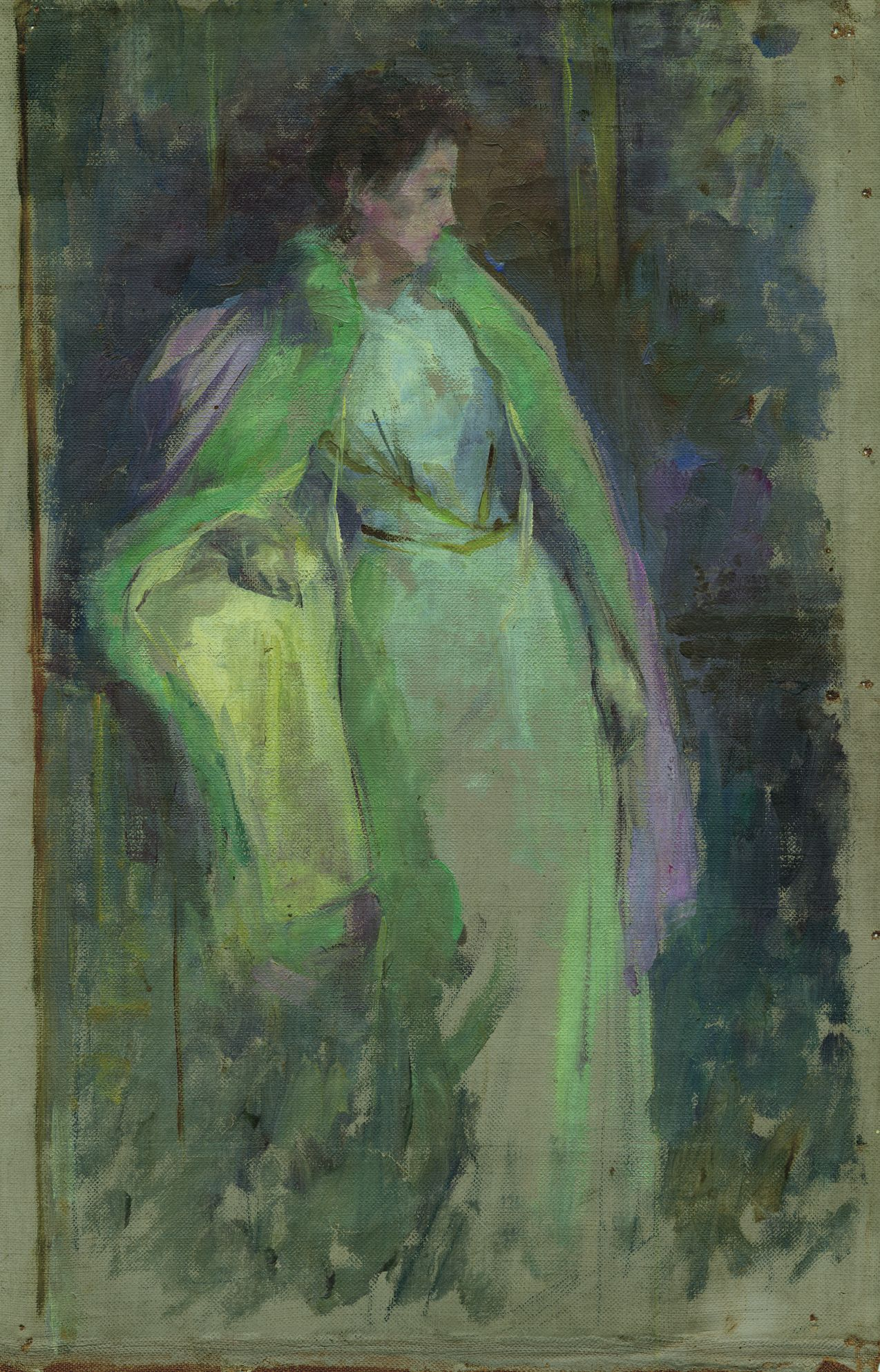
Portrait d'une dame

Les sujets de ses toiles étaient les suivants : les figures et la religion c’est- à -dire les anges, Marie, les temples, Saint Joachim, Saint-Joseph, Sainte Anne, des portraits de notables, des portraits de femmes et de nombreux paysages. Ces œuvres sont principalement composées de toiles peintes à l'huile sur toile marouflée, aquarelles, dessins et fusains,,,.

## Musées et collections publiques
- Agnes Etherington Art Centre (en)
- Basilique Notre-Dame de Montréal
- Musée d'art contemporain des Laurentides
- Musée d'art de Joliette[14]
- Musée de Lachine
- Musée des beaux-arts de Montréal
- Musée des beaux-arts du Canada[15]
- Musée national des beaux-arts du Québec[16]
- Univers culturel de Saint-Sulpice
- Centre de recherche en civilisation canadienne-française

## Sources
- « BANQ- Revues anciennes- Peintres-Biographies », sur BANQ, 2002 (consulté le 20 avril 2016)
- « Catalogue Iris M.Jos.Saint-Charles,peintre [image fixe] », sur iris.BANQ.qc.ca (consulté le 20 avril 2016)
- Hugues de Jouvancourt, Montréal, Éditions internationales Alain Stanké Ltée, 1978, 235 p.  (ISBN 0-88566-124-9)